# Juan Piquer Simón
Juan Piquer Simón (* 16. Februar 1935 in Valencia; † 8. Januar 2011 ebenda) war ein spanischer Filmregisseur.

## Leben
Piquer Simón studierte am Instituto de Investigaciones Cinematográficas in Madrid und erhielt anschließend eine Anstellung als Kameramann bei TV Espana. 1959 gründete er die Produktionsgesellschaft Cinedinter, mit der er Werbefilme herstellte. Fast zwei Jahrzehnte lang drehte er nebenher Dokumentarfilme, bis er 1976 (nach kleineren früheren Versuchen) mit dem Jules-Verne-Film Phantastische Reise zum Mittelpunkt der Erde den Einstieg in den Spielfilmbereich wagte und nach dem großen Erfolg fortsetzte. Er blieb mit seinen Filmen nahezu ausschließlich im Science-Fiction- und Horrorbereich.
Mit der Gründung des Spielfilmstudios Piquer konnte er unabhängig und mit großer Kontrolle über alle Produktionsschritte seiner Filme, die von der Kritik oftmals belächelt wurden, arbeiten. 1999 produzierte er als Abschluss seiner Karriere eine Fernsehserie nach eigenem Drehbuch.
Piquer Simón benutzte oftmals die Pseudonyme J. P. Simon und Alfredo Casado.

## Filmografie (Auswahl)
- 1977: Phantastische Reise zum Mittelpunkt der Erde (Viaje al centro de la tierra)
- 1979: Supersonic Man
- 1981: Die Reise zur Insel des Grauens (Misterio en la isla de los monstruos)
- 1982: Das Pazifik-Kommando (Sea Devils) (Los diablos del mar)
- 1983: Die außerirdischen Besucher (Los nuevos extraterrestres)
- 1984: Dirty War - Schmutziger Krieg (Guerra sucia)
- 1987: Slugs (Slugs, muerte viscosa)
- 1989: Sirene I (La grieta)
- 1991: Cthulhu Mansion (La mansión de los Cthulhu)